# Haplochernes ramosus
Haplochernes ramosus är en spindeldjursart som först beskrevs av Ludwig Carl Christian Koch och Eugen von Keyserling 1885.  Haplochernes ramosus ingår i släktet Haplochernes och familjen blindklokrypare. Inga underarter finns listade i Catalogue of Life.